# Montgomerytunnel
De Montgomerytunnel is een verkeerstunnel in Brussel. De tunnel loopt onder het Maarschalk Montgomeryplein en de Tervurentunnel, en verbindt de Sint-Michielslaan met de Brand Whitlocklaan, beide onderdeel van de Middenring (R21).
De tunnel werd eind februari 2016 afgesloten na stabiliteitsproblemen.
Annie Cordytunnel · Baljuwtunnel · Belliardtunnel · Boileautunnel · Deltatunnel · Georges Henritunnel · Hallepoorttunnel · Jubelparktunnel ·Koninginnetunnel · Kortenbergtunnel · Kruidtuintunnel · Kunst-Wettunnel · Louizatunnel · Madoutunnel · Montgomerytunnel · Naamsepoorttunnel · NAVO-tunnel · Pachecotunnel · Reyerstunnel · Rogiertunnel · Stefaniatunnel · Tervurentunnel · Troontunnel · Van Praettunnel · Vleurgattunnel · Wettunnel · Woluwetunnel